# Большегусиновский сельсовет
Большегусиновский сельсовет — упразднённые сельское поселение в Петуховском районе Курганской области Российской Федерации.
Административный центр — село Большое Гусиное.
Законом Курганской области от 12 мая 2021 года № 49 к 24 мая 2021 года упразднён в связи с преобразованием муниципального района в муниципальный округ.

## История
Статус и границы сельского поселения установлены Законом Курганской области от 4 ноября 2004 года № 637 "Об установлении границ муниципального образования «Большегусиновский сельсовет», входящего в состав муниципального образования «Петуховский район».

## Население
| 1989 | 2002 | 2004 | 2010 | 2012 | 2013 | 2014 |
| ---- | ---- | ---- | ---- | ---- | ---- | ---- |
| 495  | ↘415 | ↗429 | ↘340 | ↘308 | ↘291 | ↘288 |
| 2015 | 2016 | 2017 | 2018 | 2019 | 2020 |      |
| ↗297 | ↘285 | ↘279 | ↘274 | ↘253 | ↘249 |      |

## Состав сельского поселения
| № | Населённый пункт | Тип населённого пункта       | Население |
| - | ---------------- | ---------------------------- | --------- |
| 1 | Большое Гусиное  | село, административный центр | ↘249      |